# Tematínske vrchy
Tematínske vrchy este o arie protejată (arie specială de conservare — SAC, sit de importanță comunitară — SCI) din Slovacia întinsă pe o suprafață de 2.520,31 ha, integral pe uscat.

## Localizare
Centrul sitului Tematínske vrchy este situat la coordonatele 48°39′33″N 17°55′48″E / 48.659167°N 17.93°E.

## Înființare
Situl Tematínske vrchy a fost declarat sit de importanță comunitară în aprilie 2004 pentru a proteja 2 specii de plante și 7 specii de animale. Situl a fost protejat și ca arie specială de conservare în martie 2004.

## Biodiversitate
Situată în ecoregiunea alpină, aria protejată conține 15 habitate naturale: Fânețe de joasă altitudine (Alopecurus pratensis, Sanguisorba officinalis), Formațiuni de Juniperus communis pe lande sau pajiști calcaroase, Grohotișuri medio-europene calcaroase, de la nivel colinar și montan, Pajiști panonice carstice (Stipo-Festucetalia pallentis), Pajiști stepice subpanonice, Păduri stepice euro-siberiene cu Quercus spp., Peșteri inaccesibile publicului, Pajiști uscate seminaturale și facies de acoperire cu tufișuri pe substraturi calcaroase (Festuco-Brometalia) (* situri importante pentru orhidee), Păduri panonice cu Quercus pubescens, Păduri pe pante, grohotișuri și ravene de Tilio-Acerion, Păduri de fag Asperulo-Fagetum, Păduri de fag din Europa Centrală dezvoltate pe sol calcaros cu Cephalanthero-Fagion, Pajiști carstice calcaroase sau bazofile, de Alysso-Sedion albi, Păduri de fag Luzulo-Fagetum, Pante stâncoase calcaroase cu vegetație casmofită.
La baza desemnării sitului se află mai multe specii protejate:
- plante (2): Dianthus lumnitzeri, sisinei (Pulsatilla grandis)
- păsări (3): Carduelis flavirostris, potârniche (Perdix perdix), mărăcinar negru (Saxicola torquatus)
- amfibieni (1): izvoraș-cu-burta-galbenă (Bombina variegata)
- nevertebrate (3): fluturele de noapte (Eriogaster catax), rădașcă (Lucanus cervus), Rosalia alpina

Pe lângă speciile protejate, pe teritoriul sitului au mai fost identificate 25 de specii de plante, 5 specii de amfibieni, 17 specii de mamifere, 9 specii de nevertebrate, 6 specii de reptile.